# Saint-Denis-d’Orques
Saint-Denis-d’Orques ist eine französische Gemeinde mit 750 Einwohnern (Stand: 1. Januar 2022) im Département Sarthe in der Region Pays de la Loire. Die Gemeinde gehört zum Arrondissement La Flèche und zum Kanton Loué. Ihre Einwohner werden Dionysiens und Dionysiennes genannt.

## Geografie

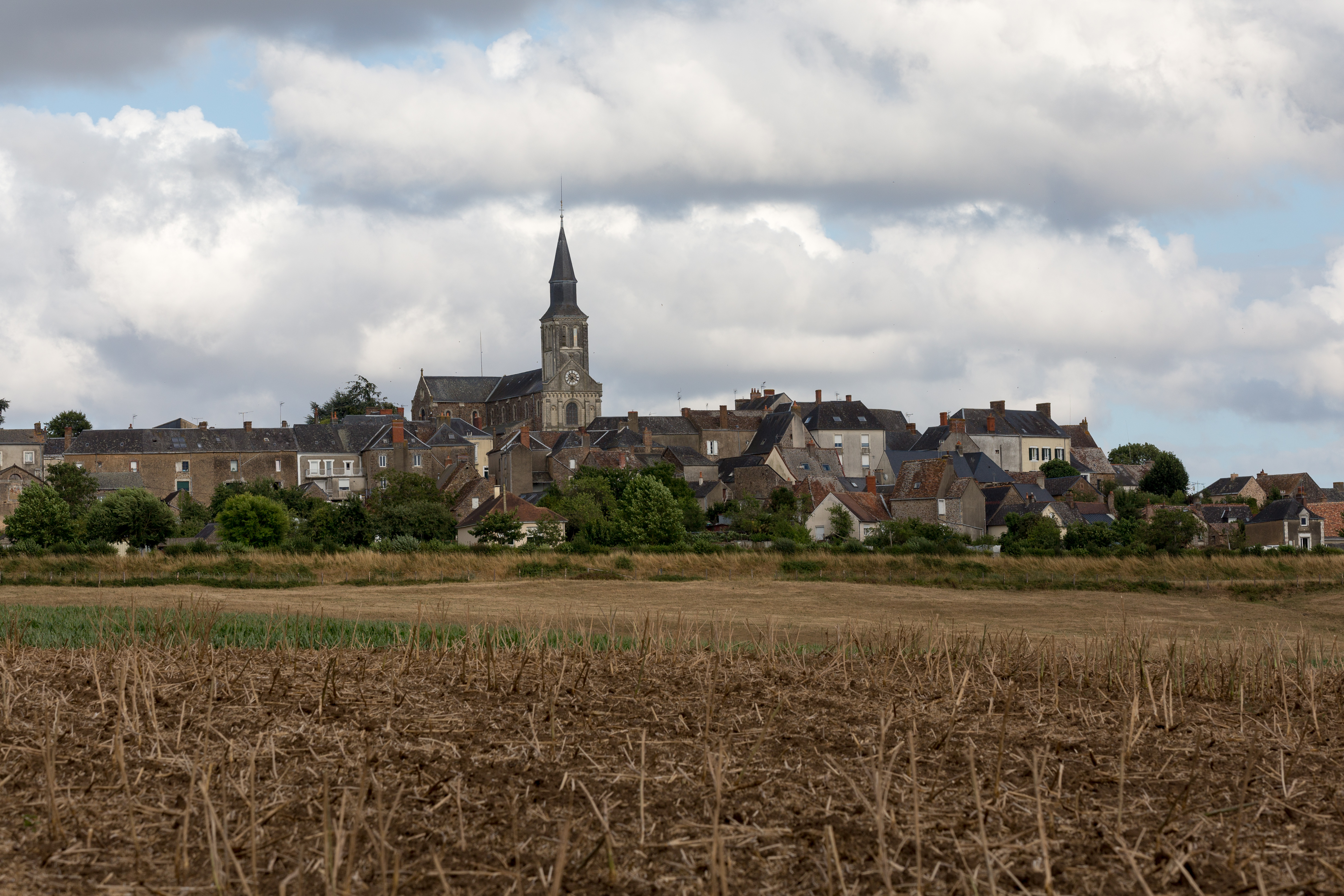
Blick auf den Ort

Saint-Denis-d’Orques liegt etwa 35 Kilometer westlich von Le Mans in der historischen Provinz Maine. Umgeben wird Saint-Denis-d’Orques von den Nachbargemeinden Blandouet-Saint Jean im Norden und Nordwesten, Torcé-Viviers-en-Charnie im Norden, Chemiré-en-Charnie im Nordosten, Joué-en-Charnie im Osten, Brûlon im Südosten, Avessé und Viré-en-Champagne im Süden sowie Thorigné-en-Charnie im Westen und Südwesten.
Durch die Gemeinde führen die Autoroute A81 und die frühere Route nationale 157 (heutige D357).

## Bevölkerungsentwicklung
| 1962                       | 1968 | 1975 | 1982 | 1990 | 1999 | 2006 | 2013 | 2020 |
| -------------------------- | ---- | ---- | ---- | ---- | ---- | ---- | ---- | ---- |
| 1030                       | 887  | 826  | 779  | 693  | 815  | 860  | 841  | 762  |
| Quellen: Cassini und INSEE |      |      |      |      |      |      |      |      |

## Sehenswürdigkeiten

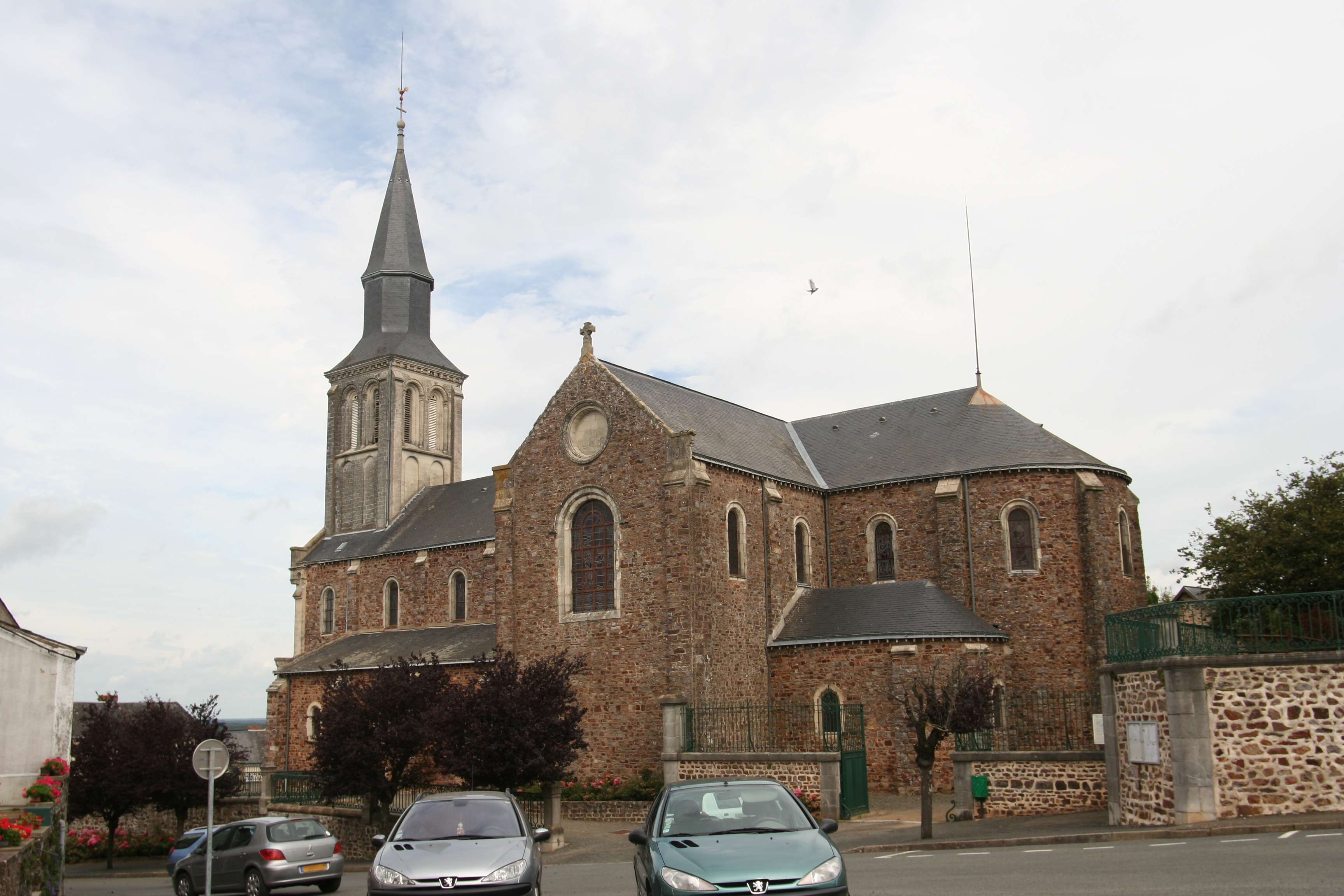
Kirche Saint-Denis

- Menhir
- Kirche Saint-Denis
- Kartause von Le Parc-en-Charnie